# Michael Montague, Baron Montague of Oxford
Michael Jacob Montague, Baron Montague of Oxford, CBE (* 10. März 1932; † 5. November 1999 in London) war ein britischer Geschäftsmann, Unternehmer und Politiker (Labour Party). Seit 1997 war er als Life Peer Mitglied des House of Lords.

## Leben
Michael Montague wurde als Sohn von David Elias Montague und dessen Ehefrau Eleanor Montague, geb. Stagg, geboren. Er stammte aus einer jüdischen Familie. Er besuchte die Royal Grammar School in High Wycombe in der Grafschaft Buckinghamshire und das Magdalen College in Oxford.
1958 gründete Montague seine eigene Elektro-Firma Gatehill Beco. Er handelte zunächst mit Elektroverdrahtungen; später stellte er preisgünstige elektrische Kochplatten her. Nachdem er einen größeren Auftrag erhalten hatte, den er nicht alleine erfüllen konnte, ging er eine Kooperation ein und verkaufte 1962 seine Firma an die in Birmingham ansässige Firma Valor, die u. a. Schlösser und Heizöfen herstellte. Dort wurde er 1963 Managing Director; anschließend war er dort von 1965 bis 1991 Chairman. Montague führte durch die Einführung eines neuen Produktportfolios und verstärkten Export eine Diversifikation im Unternehmen durch. Er konzentrierte sich dabei auch auf die Märkte in Afrika, Südostasien und Japan. 
1987 führte Montague eine Expansion durch und kaufte die US-amerikanische Firma Yale Security, Inc. (Yale Locks), einen Hersteller von Türschlössern, und NuTone, eine Firma, die Gegensprechanlagen, Leuchtkörper und Lüftungsanlagen produzierte. Im August 1989 verkaufte Ingersoll Rand seinen Anteil an Yale & Valor an Williams Holdings. Im Januar 1991 kam es zum Zusammenschluss von Williams Holdings und Yale & Valor auf. Montague schied aus dem Unternehmen aus.
Montague betätigte sich als Investor auch in anderen Unternehmen, u. a. bei Planet Hollywood und der britischen Hotelkette Ramada Jarvis Hotels. Von 1969 bis 1972 war er Vorsitzender (Chair) des Asia Committee des British National Export Council; in Anerkennung seiner Verdienste wurde er 1970 zum Commander des Order of the British Empire ernannt. Montague war Governor und Vorsitzender (Chairman) der Audit Commission der Oxford Brookes University. Er war von 1979 bis 1984 Vorsitzender (Chair) des English Tourist Board. In dieser Funktion griff er „zweitklassige Hoteliers, gierige Reiseveranstalter in Urlaubsorten an der See, die Betreiber dreckiger Autobahnraststätten, schlechte Museumsführer, unfreundliche Kellner und auch Taxifahrer“ an; diese beschuldigte er, von unbedarften Touristen überhöhte Trinkgelder zusätzlich zum Taxitarif zu fordern. Er war außerdem von 1984 bis 1987 Vorsitzender (Chair) des National Consumer Council; er forderte die Verbraucher zum Boykott von Anbietern auf, die schlechte Qualität lieferten.
Montague war ein Förderer der Kunst; er war u. a. Sponsor des Oxfordshire Festival und von 1992 bis 1994 Vorsitzender (Chair) des Henley Festival. Er war Mitglied des Councils der Royal Albert Hall.

## Politik und Mitgliedschaft im House of Lords
Montague unterhielt enge Verbindungen zur Labour Party. Er war ein guter Freund der Labour-Vorsitzenden John Smith und Peter Mandelson. Von Februar 1994 bis Mai 1997 war Montague Mitglied der Millennium Commission. Über Mandelsen setzte Montague seine freundschaftlichen Kontakte zur Labour Party auch unter dem neuen Labour-Vorsitzenden Tony Blair fort. 
Am 1. November 1997 wurde Montague zum Life Peer ernannt und wurde für die Labour Party Mitglied des House of Lords; er trug den Titel Baron Montague of Oxford, of Oxford in the County of Oxfordshire. Später wurde bekannt, dass ihm die Life Peerage verliehen wurde, nachdem die Labour Party von ihm eine Spende von 5.000 Pfund erhalten hatte. Seine Antrittsrede hielt er am 2. Dezember 1997. Er sprach in einer Debatte zur Bildungspolitik und Hochschulpolitik. Im Hansard sind Wortbeiträge Montagues im House of Lords aus den Jahren von 1997 bis 1999 dokumentiert. Am 5. November 1999 meldete er sich in einer Debatte zur Energiepolitik letztmals zu Wort.

## Tod und Nachwirkung
Montague brach am 5. November 1999 während einer Debatte im House of Lords zusammen; eine halbe Stunde zuvor hatte er in der Debatte gesprochen. Er schlug mit dem Kopf auf die Sitzbank vor ihm und zog sich eine Kopfwunde zu. John Rea, 3. Baron Rea, ein früherer Arzt für Allgemeinmedizin, und John Oliver, der Bischof von Hereford, versuchten, Montague wiederzubeleben, jedoch ohne Erfolg. Im Krankenwagen, der auf dem Weg ins St Thomas’ Hospital war, wurde vom Notzarzt offiziell sein Tod festgestellt.
Montague war homosexuell. Er lebte gemeinsam mit seinem Lebensgefährten, dem Japaner Takashi Sizuki, in Dorchester on Thames, wo er ein Anwesen besaß. Montague und Sizuki hatten bei Montagues Tod mehr als 35 Jahre als Paar zusammengelebt. 
Im Februar 2000 wies der offen schwul lebende Life Peer Waheed Alli, Baron Alli öffentlich auf die rechtlichen und finanziellen Probleme von Montagues Lebenspartner Sizuki hin. Dieser hatte das gemeinsame Anwesen in Dorchester verkaufen müssen, um die anfallende Erbschaftssteuer bezahlen zu können. Zu diesem Zeitpunkt war die Erbschaftssteuer in Großbritannien für den Erwerb von Grundbesitz angehoben worden; Ausnahmeregelungen galten nur für überlebende Ehegatten, jedoch nicht für nichteheliche Lebensgemeinschaften. Der „Fall Montague“ war Teil von Allis landesweiter Kampagne für die rechtliche Gleichstellung homosexueller Partnerschaften, die schließlich in den Civil Partner Ship Act 2004 mündete.